# مادة سامة
المادة السامة (بالإنجليزية: Toxicant)‏ هي أي مادة تعطي تأثيرا سميا. أما في الاستخدام العام، فتستخدم للمواد التي صنعها البشر أو التي توجد في الطبيعة بسبب التأثير البشري، بخلاف الذيفان التي توجد بشكل طبيعي بواسطة الالكائنات الحية.

## أنواع المواد السامة
- المبيدات
- الذيفان[1]
- الكلور